# بريت دويل
بريت دويل هو فارس صيني، ولد في 30 أكتوبر 1984.